# اختلال‌های حرکتی
اختلال‌های حرکتی (به انگلیسی: Movement disorder) به معنای سندرم عصبی همراه با حرکات اضافی یا کمتر ارادی و غیرارادی و نامربوط به ضعف یا اسپاسم می‌باشد. بیماری‌های حرکتی یا اختلالات حرکتی به معنای گانگلیون بازال یا بیماری‌های اکستراپیرامیدال می‌باشد. این بیماری‌ها به دو دستهٔ عمده تقسیم می‌شوند:هایپرکینتیک که شامل دیسکینزی یا حرکات اضافی و معمولاً تکراری که فعالیت‌های حرکتی عادی را مختل می‌کنند و اختلال‌های هایپوکینتیک که به عدم حرکت، آهستگی حرکت ویا سفتی عضلات بدن گفته می‌شود. در اختلالات حرکتی اولیه، حرکات غیرطبیعی نخستین علامت این بیماری است. در اختلالات حرکتی ثانویه، حرکات غیرطبیعی علامت بیماری‌های سیستمیک یا عصبی دیگری است.

## درمان
درمان این اختلالات بستگی به نوع زیرگروه آن دارد. اختلالات حرکتی می‌توانند با انواعی از بیماری‌های خودایمنی در ارتباط باشند.